# Kredyt budżetowy
Kredyt budżetowy – górna granica wydatków, przeznaczonych na cele określone w budżecie i przekazane do dyspozycji danej instytucji administracji państwowej wykonującej zadania budżetowe. Kredyty budżetowe są planowane i wykorzystywane w układzie klasyfikacji budżetowej.

## Literatura
- Monitor podatkowy, 6/1995, cz. III – inwestycyjna premia podatkowa.
- Portal Zarządzania – temat „Budżet projektu”. biznet.gotdns.org. [zarchiwizowane z tego adresu (2007-09-12)].